# ФК Будућност Лебина
ФК Будућност Лебина је српски фудбалски клуб из Лебине који се тренутно такмичи у Општинској лиги Параћина.

## Општи подаци
Клуб је основан 1948. године након Другог светског рата.
Током кризе у СРЈ, у другој половини деведесетих година година клуб се расформирао , али је 2006. године поново формиран.
Током година играчи су носили углавном плаве дресове, али тренутно у сезони 2018/19 наступају у црвеној опреми.
Председник клуба је Горан Драгомировић, док је тренутни тренер Драган Матић.

## Највећи успех
Највећи успех клуба је освајање Општинског купа 1992. године.